# 陳哲明
陳哲明，筆名公孫策，臺灣知名專欄作家。

## 經歷
曾任中國時報系記者、主任、副總編輯。
曾任《新新聞周刊》總經理、副總編輯，喜歡發表以歷史為鑑的政論文章。
曾在《新新聞周刊》連載專欄【古今開講】，專門用歷史故事印證時事。
1991年與陳朝平、李志中、丁庭宇、李祖德等友人成立「英明決策顧問公司」，1992年曾任英明決策顧問總經理。
曾在News98節目《下班一條龍》中與唐湘龍以共用筆名「公孫龍」每週唸一封信給當週的新聞人物，2001年由時報文化整理成書《982劍客之見血封喉》。
曾在《商業周刊》連載專欄【去梯言】17年，2014年1月8日改在《聯合報》連載【去梯言】，【去梯言】在《聯合報》的第一篇文章是〈砸碎立法院連環套〉。
2016年8月29日在風傳媒連載【公孫策專欄】，第一篇文章是〈不測風雲難防 旦夕禍福可求〉。

## 著作
- 《1984台灣政治舞台》（陳哲明名義，前衛出版社）
- 《惹事生非：橫眉冷眼談古論今》（商智文化）
- 《公孫策說名句故事》（商周出版）
- 《公孫策說唐詩故事》（商周出版）
- 《去梯言：歷史之眼看台灣》（商周出版）
- 《982劍客之見血封喉》（與唐湘龍合著，時報文化）
- 《黎民恨：王莽篡漢到光武中興的人心離變》（商周出版）

## 外部連結
- 公孫策故事塾 （页面存档备份，存于）
- 陳哲明的Facebook專頁
- 公孫策說不測風雲的Facebook用户页
- 公孫策@風傳媒 （页面存档备份，存于）
- 學學文創志業 公孫策簡介